# Gurburra australica
Gurburra australica är en stekelart som beskrevs av Belokobylskij, Iqbal och Austin 2004. Gurburra australica ingår i släktet Gurburra och familjen bracksteklar. Inga underarter finns listade i Catalogue of Life.